# Pla de Sucs
Pla de Sucs és una partida de Lleida.
Limita amb:
- Al nord amb la partida d'El Regal de la Casa.
- Al nord-est amb el terme municipal d'Almacelles.
- A l'est amb la partida del Pla de Raïmat.
- Al sud amb el terme municipal de Gimenells i El Pla de la Font.
- A l'oest amb la partida de Suquets.